# フェリックス・ハプスブルク＝ロートリンゲン
フェリックス・フォン・ハプスブルク＝ロートリンゲン（ドイツ語: Felix von Habsburg-Lothringen, 1916年5月31日 - 2011年9月6日）は、オーストリア＝ハンガリー帝国の旧統治者家門ハプスブルク＝ロートリンゲン家の一員。最後のオーストリア皇帝・福者カール1世の三男。

## 経歴

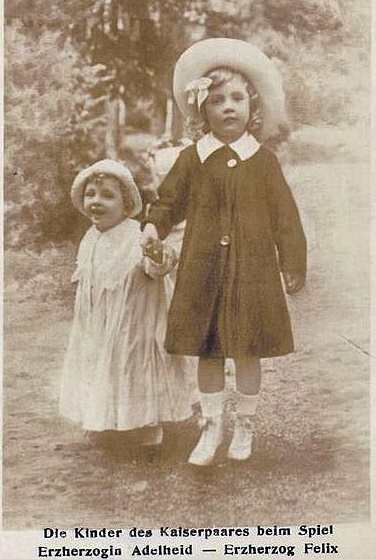
姉アーデルハイト大公女とフェリックス大公（1918年）

皇帝カール1世とその妻でパルマ公ロベルト1世の娘であるツィタ皇后の間の第4子、三男としてシェーンブルン宮殿で生まれた。洗礼の代父は大叔父のザクセン王フリードリヒ・アウグスト3世である。1918年に家族とともにオーストリアを追われ、スイス経由でマデイラ島に亡命した。
1937年秋、オーストリアへの帰国を許されてテレジア軍事アカデミーに入学し、帝政廃止後のハプスブルク家の人間としては初めてオーストリア共和国軍に士官として所属することになった。しかし1938年のアンシュルスに際しては、国境を越えてチェコスロヴァキアに避難することを余儀なくされた。
第二次世界大戦中はアメリカ軍に入隊し、弟のカール・ルートヴィヒとともに第101歩兵大隊、通称「自由オーストリア大隊」に所属した。しかし同大隊の大多数を構成するはずだった亡命ユダヤ人志願兵が、この大隊に所属するのを拒んだため、大隊は解散に追い込まれた。
フェリックスはオーストリア政府の求めるハプスブルク法の受諾を、人権侵害だとして拒んできた。このため、第二次大戦後にオーストリアへの入国を許可されたのは、1989年の母の埋葬式に列席するための3日間だけだった。
1996年3月10日、フェリックスはオーストリアの国境警備がヨーロッパ連合（EU）加盟後に急速に緩和されたのに乗じ、ドイツからオーストリアへ入国、翌3月11日に自らの不法滞在に関する記者会見を行った。この事件後、フェリックスはオーストリア政府から、再度違法に入国した場合には相応の処罰を行うとの警告を受けた。結局、フェリックスと弟カール・ルートヴィヒは、オーストリア政府の譲歩により、帝位請求権放棄に言及しない形で共和国政府に忠誠を誓うこととなり、オーストリアへの入国を許可された。
フェリックスはメキシコとベルギーで様々なビジネスに関わり、経済コンサルタントとして活動している。オーストリア政府と和解するまでは、フェリックスはポルトガル、ベルギー、メキシコ、アメリカ合衆国を転々としながら暮らしていた。晩年はメキシコ合衆国の首都メキシコシティのサン・アンヘル地区で暮らしていた。

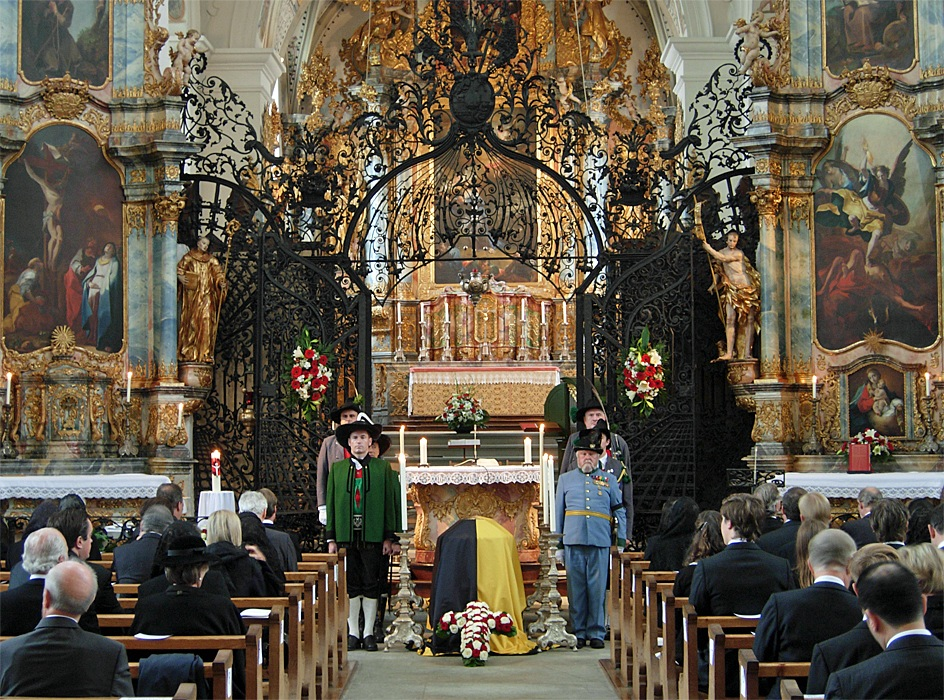
ムーリ修道院でのフェリックスの葬儀

2011年9月8日、メキシコシティのサン・アンヘル地区で死去。95歳没。ハプスブルク家の墓所の一つとして知られるスイスのムーリ修道院に埋葬された。

## 子女
1952年11月18日にアーレンベルク公爵ロベルトの娘アンナ＝ウジェニー（1925年 - 1997年）と結婚し、間に7人の子女をもうけた。
- マリア・デル・ピラール・ゾフィー・ヴァレリー・シャルロッテ・ツィタ・ヨハンナ・マルクス・ダヴィアノ・カスパーラ（1953年 - ） - 1980年、ポーシンガー卿フォルラート・ヨアヒム（Vollrad Joachim Edler von Poschinger）と結婚
- カール・フィリップ・マリア・オットー・ルーカス・マルクス・ダヴィアノ・メルヒオール（1954年 - ） - 1994年にMartina Donathと結婚（1997年離婚）、1998年にAnnie Claire Lacrambeと再婚
- キンガ・バルバラ・マリア・カルロータ・ヤコベア・マルクス・ダヴィアノ・バルタザーラ（1955年 - ） - 1985年、エルファ男爵ヴォルフガングと結婚
- ライムント・ヨーゼフ・カール・ルートヴィヒ・マリア・ガブリエル・マルクス・ダヴィアノ・ガスパー（1958年 - 2008年） - 1994年、Bettine Götzと結婚
- マリー・アーデルハイト・フーゴリーネ・オムネス・サンクティ・マルクス・ダヴィアノ・メルヒオーラ（1959年 - ） - 1983年、Jaime Corcuerra Achesonと結婚
- イシュトヴァーン・フランツ・レオポルト・ヨハンネス・マリア・ルドルフ・テレジウス・マルクス・ダヴィアノ・バルタザール（1961年 - ） - 1993年、Paola de Temesváryと結婚
- フィリディス・アロイジア・マリー・エレオノーレ・エリーザベト・マルクス・ダヴィアノ・カスパーラ（1961年 - ） - 1990年、Karl Dunning-Gribbleと結婚